# Ewa Solarczyk-Ambrozik
Ewa Maria Solarczyk-Ambrozik – polska pedagog, dr hab. nauk humanistycznych, profesor i kierownik Zakładu Kształcenia Ustawicznego i Doradztwa Zawodowego Wydziału Studiów Edukacyjnych Uniwersytetu im. Adama Mickiewicza w Poznaniu.

## Życiorys
23 lutego 1993 habilitowała się na podstawie pracy zatytułowanej System oświaty dorosłych a postawy robotników wobec kształcenia. 14 grudnia 2004 uzyskała tytuł profesora nauk humanistycznych. Pracowała w Akademii Wojsk Lądowych imienia generała Tadeusza Kościuszki.
Została zatrudniona na stanowisku profesora zwyczajnego na Wydziale Nauk Społecznych Wyższej Szkole Humanistycznej im. Króla Stanisława Leszczyńskiego w Lesznie, oraz w Zakładzie Kształcenia Ustawicznego i Doradztwa Zawodowego na Wydziale Studiów Edukacyjnych Uniwersytetu im. Adama Mickiewicza.
Jest profesorem i kierownikiem w Zakładzie Kształcenia Ustawicznego i Doradztwa Zawodowego na Wydziale Studiów Edukacyjnych Uniwersytetu im. Adama Mickiewicza w Poznaniu, a także członkiem  Komitetu Nauk Pedagogicznych, Sekcji Andragogiki PAN.
Awansowała na stanowisko prodziekana na Wydziale Studiów Edukacyjnych Uniwersytetu im. Adama Mickiewicza w Poznaniu.

## Odznaczenia
- Krzyż Kawalerski Orderu Odrodzenia Polski (2022)[4]